# Centre de détention d'Écrouves
Ne doit pas être confondu avec Caserne Marceau.
Le centre de détention d'Écrouves est un centre de détention français situé dans la commune d'Écrouves, dans le département de Meurthe-et-Moselle et dans la région Grand-Est.
L'établissement dépend du ressort de la direction interrégionale des services pénitentiaires de Strasbourg. Au niveau judiciaire, l'établissement relève du tribunal judiciaire de Nancy et de la cour d'appel de Nancy.
Le centre de détention d'Écrouves est à l'origine une caserne, sous le nom de « caserne Marceau ».

## Histoire

### La caserne Marceau
La caserne Marceau est construite en 1913 dans le cadre du « Système Séré de Rivières » mis en œuvre par le général Raymond Adolphe Séré de Rivières. La caserne fait partie des installations entourant le Fort d'Écrouves.
L'utilisation militaire du site prend fin après la première Guerre mondiale.

### Dépôt de travailleurs étrangers
Le site sert de dépôt de travailleurs étrangers à partir de 1928. Le centre héberge ainsi des travailleurs immigrés originaires de Pologne, où l'Office de l'immigration envoie un recruteur dont la mission de leur proposer du travail afin de reconstruire le pays.
Le site devient alors un important centre de transit de travailleurs immigrés et le seul situé dans le nord-est de la France.
Il ne s'agit cependant pas d'un centre d'internement ou de rétention, les travailleurs étant libres d'entrer et de sortir du camp pour travailler, notamment dans les industries sidérurgiques de la région.
Le dépôt, dans cette configuration, ferme en 1939 au début de la Seconde Guerre mondiale, le site étant laissé dans un piteux état.

### Centre d'internement administratif
En 1939, à la suite de la fermeture du dépôt de travailleurs étrangers, le site est converti en centre d'internement administratif destiné à accueillir les étrangers en situation irrégulière et, par la suite, des personnes considérées comme « dangereuses pour la sécurité nationale ».
À partir du 4 octobre 1940, le centre est autorisé à accueillir les Juifs étrangers.
Cette affectation est effective jusqu'en 1941 et sera également reprise à la Libération,.

### Camp d'internement pendant la seconde Guerre mondiale

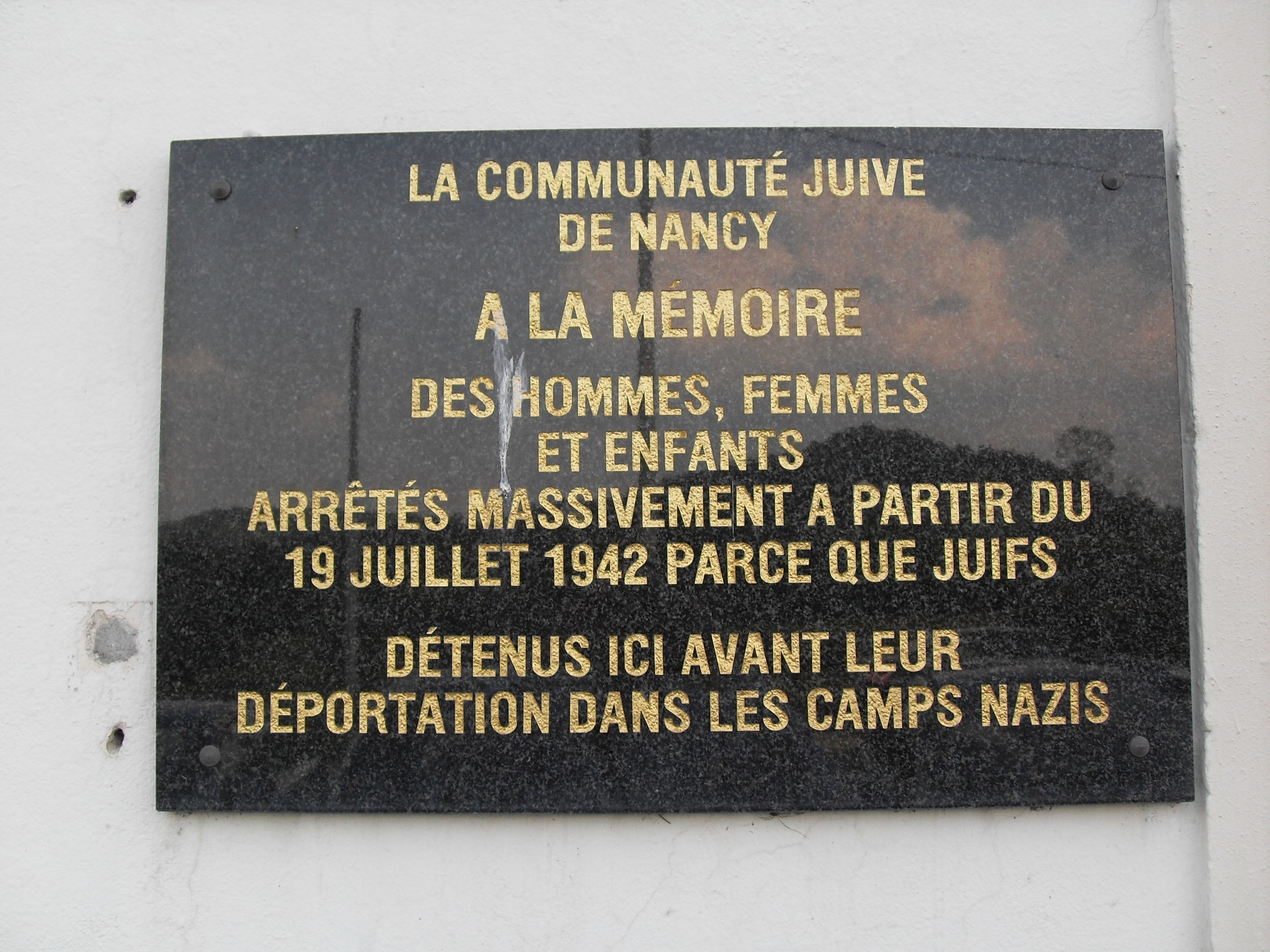
Plaque commémorative au centre de détention d'Écrouves

En 1941, le régime de Vichy convertit la caserne Marceau, alors désaffectée et dans une piteux état, en camp d'internement,.
Le camp est ainsi créé le 22 août 1941 sous la dénomination administrative de « centre de séjour surveillé » notamment afin de vider la maison d'arrêt Charles-III de Nancy. L’établissement est destiner à d'interner, dans un premier temps et par mesure administrative, les opposants au régime puis les internés économiques (détenus pour marché noir) et les Juifs,, bien que le site ne semble pas adapté à un tel usage[pas clair].
Le site est également réquisitionné par les Nazi comme camp d'internement et camps de transit. Il est ainsi utilisé pendant plus de deux ans pour regrouper les prisonniers juifs lorrains et opposants politiques avant leur transfert à destination des camps de concentration. Le site est alors surnommé le « petit Drancy lorrain » par les riverains,,,, les déportés juifs étant par ailleurs généralement transférés en direction du camp de Drancy après leur détention à Écrouves.
Durant cette période, 4046 personnes sont détenues dans l'établissement, dont 1850  juifs, incluant 250 enfants. Mais, durant cette période, l'établissement accueille également des détenus de droit commun ainsi que des militants communistes ou anarchistes, des résistants des sympathisants gaullistes et des détenus considérés comme indésirables.

Le camp est libéré en septembre 1944 :
Le centre fait partie des derniers camps français libérés par les troupes américaines, dans la nuit du 1er au 2 septembre 1944. À cette date, son effectif est de 380 internés car le 31 août, le préfet régional de Nancy a donné l'ordre de libérer les internés "politiques" et de "marché noir". Dès l'arrivée des troupes américaines, les 168 internés arrêtés par les Allemands (dont 167 Israélites) sont libérés. Certains restent hébergés au centre jusqu'au 30 septembre 1944 car les circonstances ne permettant pas leur rapatriement.

### Camp de prisonniers de guerre après la Libération
Après la Libération, le camp continue à être utilisé comme lieu de détention pour les prisonniers arrêtes par le FFI ou les autorités (police et sous-préfet) afin notamment d'être mis à disposition du Service de sécurité militaire et de la Justice militaire.

### Reconversion en centre de détention
Le site est cédé par le ministère de la Guerre au ministère de la Justice le 1er juin 1946.
Depuis 1946, ce lieu d’enfermement a été tour à tour établissement pour peines « classique » de juin 1946 à novembre 1949, centre de formation professionnelle pour condamnés adultes et de droit commun de 1950 à 1966, centre de jeunes condamnés à de courtes peines de 1966 à 1975. Il reçoit l’appellation « centre de détention » par la réforme du 26 mai 1975.
En 2011, lors de la première visite de l'établissement par le CGLPL, le rapport de visite mentionne que le gouvernement a annoncé la fermeture définitive de l'établissement à l’horizon 2017. Ce projet de fermeture est cependant abandonné par la suite.

## Description
Situé au 323 route de Pagney à Écrouves, le centre de détention est l'un des cinq établissements pénitentiaires du département. Il dépend du ressort de la direction interrégionale des services pénitentiaires de Strasbourg et, au niveau judiciaire, relève du tribunal judiciaire de Nancy et de la cour d'appel de Nancy.
L'établissement est de type « casernement » issu de ses origines, sur le même principe que le centre de détention d'Oermingen.
L'établissement a une capacité d'accueil de 268 places exclusivement pour des détenus majeurs hommes condamnés à des peines de un an et plus et composé exclusivement en quartier « Centre de détention Hommes ». L'établissement est dépourvu de mur d'enceinte et est uniquement clos par des grillages périmétriques.
Au 1er février 2022, l'établissement accueillait 217 détenus, soit un taux d'occupation de 81%.
L'établissement est réparti sur une superficie de 15 hectares et 23 ares, certains étant dans un état de vétusté importante. Les deux tiers sont occupés par les bâtiments de détention répartis entre deux bâtiments d'hébergement et sept bâtiments destinés à la formation et au travail.
Le reste du domaine est constitué par la cité des personnels (en partie désaffectée), les garages, les locaux syndicaux, l’abri des familles se rendant aux parloirs et un local d’archives. Le bâtiment regroupant les services administratifs et de direction se situe également à l’extérieur de l’enceinte pénitentiaire.
L'établissement a mis en place le programme « Respecto ».

## Détenus notables
- Le grand rabbin de Nancy Paul Haguenauer et son épouse Noémie Lévy sont ainsi arrêtés par la Gestapo le 3 mars 1944 et sont emprisonnés dans l'établissement avant d'être déportés à destination d'Auschwitz[16].
- Louis Hickel, résistant, médecin et homme politique français y est emprisonné avant d'être déporté au camp de Compiègne-Royallieu puis à Dachau[17],[18].

## Événements notables
En juillet 2014, un détenu, profitant d'une permission de sortie, s'évade de l'établissement. Il part rejoindre sa compagne à Perpignan, où il vit et travaille clandestinement pendant deux ans. Mais en décembre 2015, il se livre de son plein gré au centre de détention pour finir sa peine. Il est cependant condamné à une peine supplémentaire pour son évasion.
En 2018, l'arrivée d'un détenu islamiste de la « filière de Strasbourg », initialement programmée, est finalement reportée à la suite d'un mouvement du personnel qui estime que l'établissement n'est pas adapté à ce type de détenu.
En juillet 2019, deux détenus grimpent sur le toit de l'établissement pour protester contre les conditions de détention et ou demander leur transfert dans une autre établissement. L'incident est signalé à la presse locale par un détenu qui a appelé la rédaction du journal. En juillet 2021, un autre détenu se retranche également sur le toit de l'établissement mais en est rapidement délogé.
Le 17 avril 2020, une mutinerie est déclenchée par des détenus alcoolisés refusant de réintégrer leur cellule. L'événement s'amplifie, 22 détenus se retranchent dans une étage de l'établissement et mettent le feu à des matelas, provoquant des dégâts matériels dans l'établissement. La mutinerie est maitrisée dans la soirée à la suite de l’intervention des forces de l'ordre et des ERIS,,. A l'issue de l'incident, des gardes à vue et des transferts vers d'autres établissements sont réalisés.